# Suma komandytowa
Suma komandytowa – kwota, do wysokości której komandytariusz odpowiada za zobowiązania spółki komandytowej wobec jej wierzycieli.